# Parahibbingita
La parahibbingita és un mineral de la classe dels òxids.

## Característiques
La parahibbingita és un òxid de fórmula química Fe₂(OH)₃Cl. Va ser aprovada com a espècie vàlida per l'Associació Mineralògica Internacional l'any 2021, sent publicada en el mes de maig de 2022. Cristal·litza en el sistema trigonal.
L'exemplar que va servir per a determinar l'espècie, el que es coneix com a material tipus, es troba conservata les col·leccions del museu mineralògic de la Universitat Comenius de Bratislava, a Eslovàquia, amb el número de catàleg: 7601.

## Formació i jaciments
Va ser descoberta a la mina Karee, situada a la localitat de Rustenburg, dins el districte municipal de Bojanala Platinum (Província del Nord-oest, Sud-àfrica), l'únic indret de tot el planeta on ha estat descrita aquesta espècie mineral.